# Willem Cornelis Bauer
Willem (Wilhelm) Cornelis Bauer (Den Haag, 31 juli 1862 – Hilversum, 24 april 1904)   was een Nederlandse architect en kunstenaar. 

## Levensloop

### Jeugd en opleiding
Willem Cornelis Bauer werd geboren in een kunstminnend milieu, de kinderen leerden al vroeg tekenen. Hij had een jongere broer, de kunstschilder Marius Bauer. Zijn vader, George Hendrik Bauer, was decorateur en zijn moeder, Maria Suzanne Verpoorten, kwam uit een schildersfamilie.
Bauer studeerde aan de Koninklijke Academie van Beeldende Kunsten te Den Haag, zijn studiegenoten waren o.a. Karel de Bazel, Willem Kromhout. In 1888 werd hij lid van Architectura et Amicitia, daar leerde hij ook Herman Cornelis Jorissen, Mathieu Lauweriks en Herman Walenkamp kennen.
Bauer werkt een periode als ontwerper bij het architectenbureau Salm in Amsterdam waar hij ook gaat wonen.

### Bekendheid
Bauer verbleef op jonge leeftijd tijdelijk in Amerika, in het stadje Elizabeth in de staat New Jersey. Daar werd hij uiteindelijk bekend om zijn schilderijen en aquarellen van landschappen. Zijn werk werd tentoongesteld in New York, Brooklyn, Boston en Philadelphia.

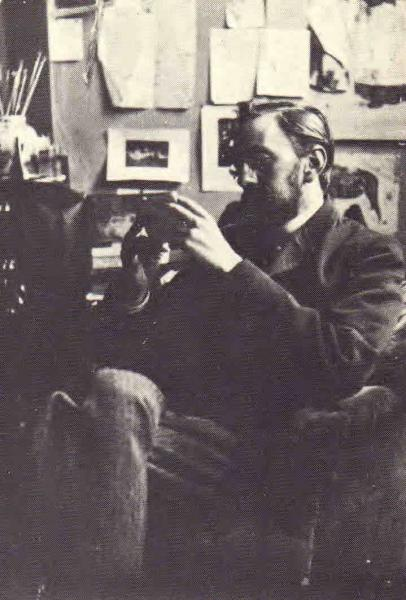
Willem C. Bauer in zijn atelier

Bauer werd in Nederland vooral bekend als de architect van de kolonie Walden, waar hij in een door hem zelf ontworpen hut ook zijn atelier had. Hij was bevriend met Frederik van Eeden. Tevens was hij een van de medeoprichters van de commune Walden, hoewel hij in latere fase hier vaak afwezig was.
Hij past vanaf 1891, in combinatie met laatgotische islamitische en byzantijnse stijlelementen in zijn ontwerpen toe. Hoewel hij met zijn talent veel prijsvraagontwerpen maakte voor een kerk, concertzaal, theater en congresgebouw, wenste hij geen compromis te sluiten en zijn ontwerpen eventueel op verzoek van anderen aan te passen. De jury vond zijn ontwerpen vaak onconventioneel, hierdoor had hij op dit terrein weinig succes.
In Nederland werd in de loop van de jaren 90 van de 19de eeuw het idee van de eerlijke, landelijke bouwkunst opgepakt net zoals bij de Engelse Arts-and-craftsbeweging uit de jaren 1870. Een cruciale rol bij deze conceptverandering speelden de jong gestorven architect Willem Bauer. HIj wordt gezien als een van de grondleggers van de Gooise Landhuisstijl. Niet alleen in de decennia na zijn overlijden werd hij als belangrijke inspiratiebron gezien voor de moderne architecten, zoals K.P.C. De Bazel, Johan Wilhelm Hanrath en Hendrik Petrus Berlage.
Uiteindelijk werd Bauer de architect van intieme landhuizen en atelierwoningen. De stijl van veel van de huizen ontworpen door hem, wordt veelal gekenmerkt door buitengevels die gedeeltelijk wit zijn afgewerkt met houten details, in een romantische stijl. Hij ontwierp een aantal hutten en villa's in Bussum, voor familie en vrienden van Frederik van Eeden. Tevens een villa voor Johanna Bonger (de schoonzus van Vincent van Gogh) en een villa voor George Breitner en zijn broer Marius Bauer. Willem Bauer ontwierp ook andere huizen in Nederland, echter zijn oeuvre op dit gebied is beperkt gebleven.

### Overlijden
Aan het einde van zijn leven leed hij aan depressies waar hij bij de psychiater Frederik van Eeden onder behandeling voor was en had hij last syfilitische verlammingen. Van Eeden trof Bauer uiteindelijk dood aan door zelfmoord. Hij is op 29 april 1904 begraven op de Algemene begraafplaats Bosdrift in Hilversum, vlak bij de plek waar hij laatst gewoond heeft, aan de Roeltjesweg in Hilversum. De Hilversumsche Courant van 30 April 1904 schreef in een necrologie: Hij verstond de zeldzame kunst van een huiselijk huis te bouwen.

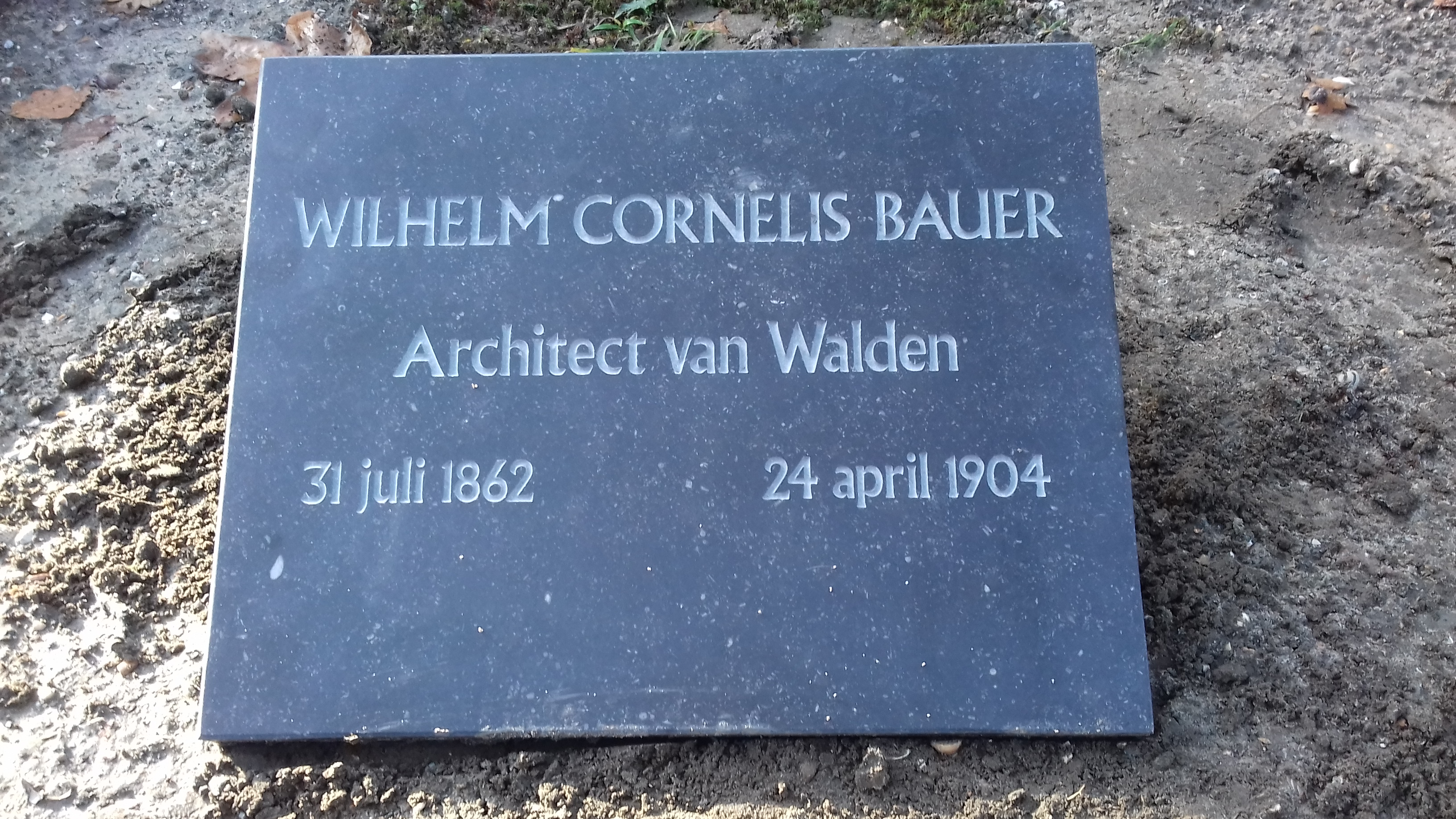
Gedenksteen Willem Cornelis Bauer

## Lijst gebouwen
Bussum
- Schrijvershut  van Frederik van Eeden, Franse Kampweg 22 (circa 1898), verplaatst in 1908[15]
- Villa De Maerle, Nieuwe ’s-Gravelandseweg 77 (1898)[16][17]
- Hut, van Carry van Hoogstraten (later echtgenote van Nico van Suchtelen), nieuwe 's-Gravelandseweg 96 ( circa 1898)[18]
- Villa De Lelie, Nieuwe ’s-Gravelandseweg 86, ontworpen voor Frederik van Eeden (1899)[19][20]
- Woning Boschlust, Nieuwe 's-Gravelandseweg 88, ontworpen als woning voor de koloniën (1899)[21]
- Woning, Franse Kampweg 22, ontworpen voor Truida Everts (tweede vrouw Frederik van Eeden) (1899)[22]
- Villa Eikenhof, Regentesselaan 39, ontworpen voor Jo Bongers en Johan Cohen Gosschalk (1901)[23]
- Woning, Franse Kampweg 2, bewoond geweest door dominee Anne de Koe van Kolonie Walden (1902), verbouwd in 1912.[24]

Blaricum
- Landhuis Thea, Torenlaan 13, ontworpen voor Jan Zoetelief Tromp (1900), later verbouwd[25]

Bloemendaal/Aerdenhout
- Villa Stamboel, ontworpen voor zijn broer Marius Bauer (gebouwd 1901 - afgebroken in 1973)[26]
- Villa De Merel, Marius Bauerlaan 5 in Aerdenhout (1901)[27]
- Huize Gimli, Schulpweg 2, bewoond door Betsy van Vloten (afgebroken)[28]
- Villa Zonnehof, Bentveldsweg 102, in samenwerking met H.C. Jorissen, ontworpen voor Nico van Suchtelen (1901)[29][30]
- Villa Duinweide, Bentveldsweg 104 (1902)[31]
- Villa Rockaertsduin, Aerdenhoutsduinweg 13, ontworpen voor George Breitner (1902)[32]

## Voorbeelden tekening(en) gemaakt en van gebouw(en) ontworpen door Willem Cornelis Bauer

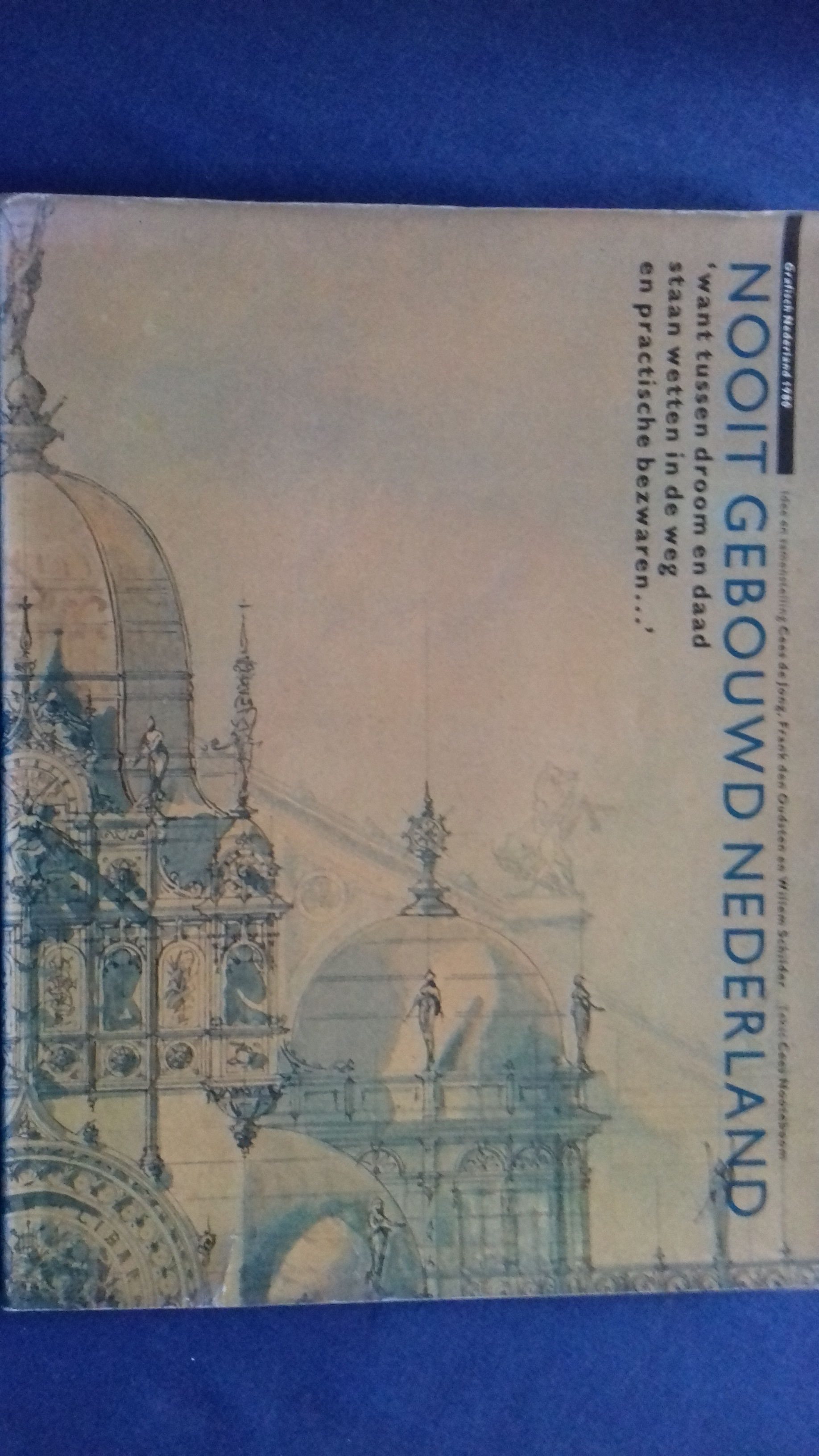
Omslag boek, Nooit Gebouwd Nederland, Theater ontwerp W.C. Bauer

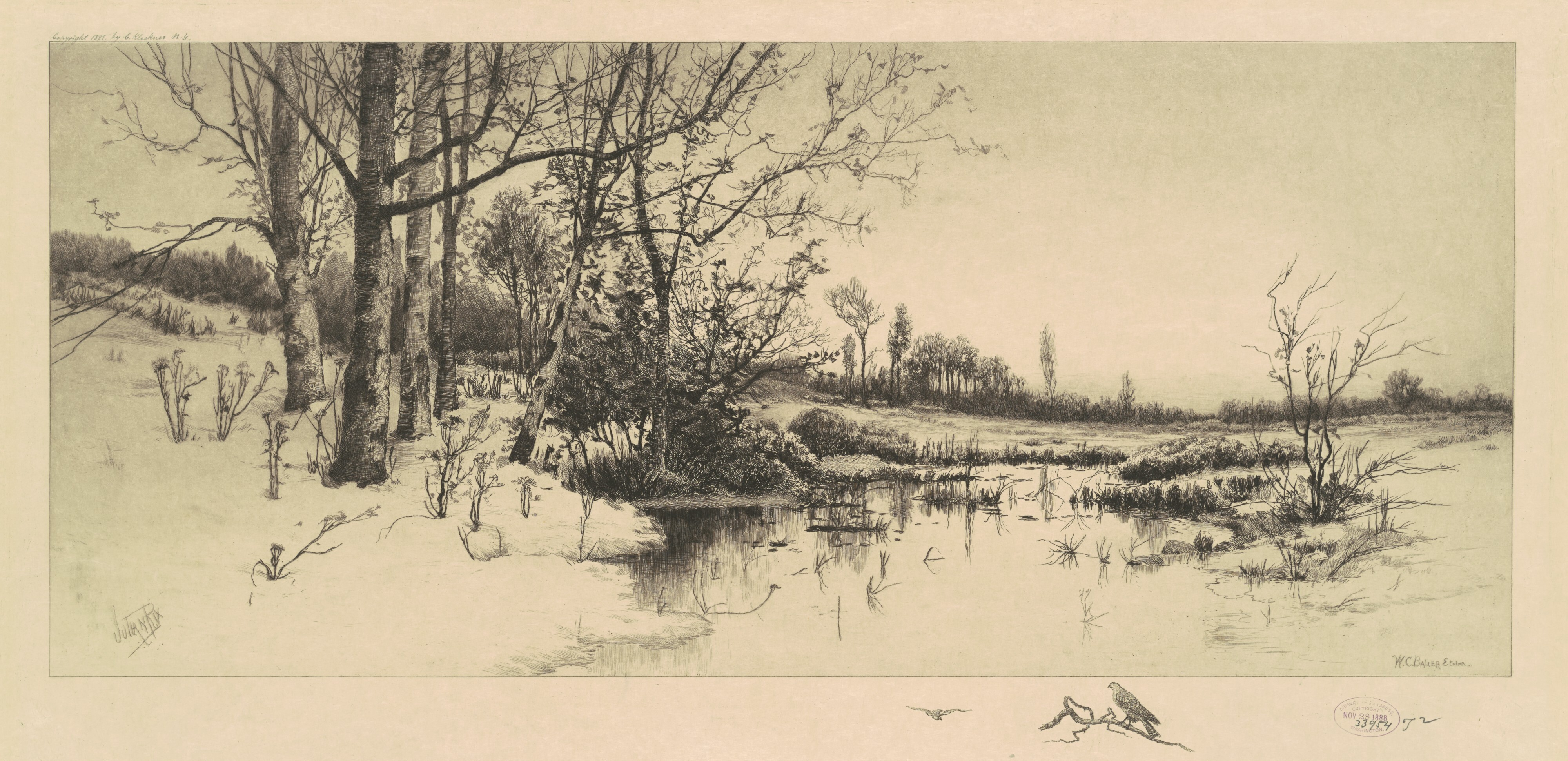
Winterlandschap
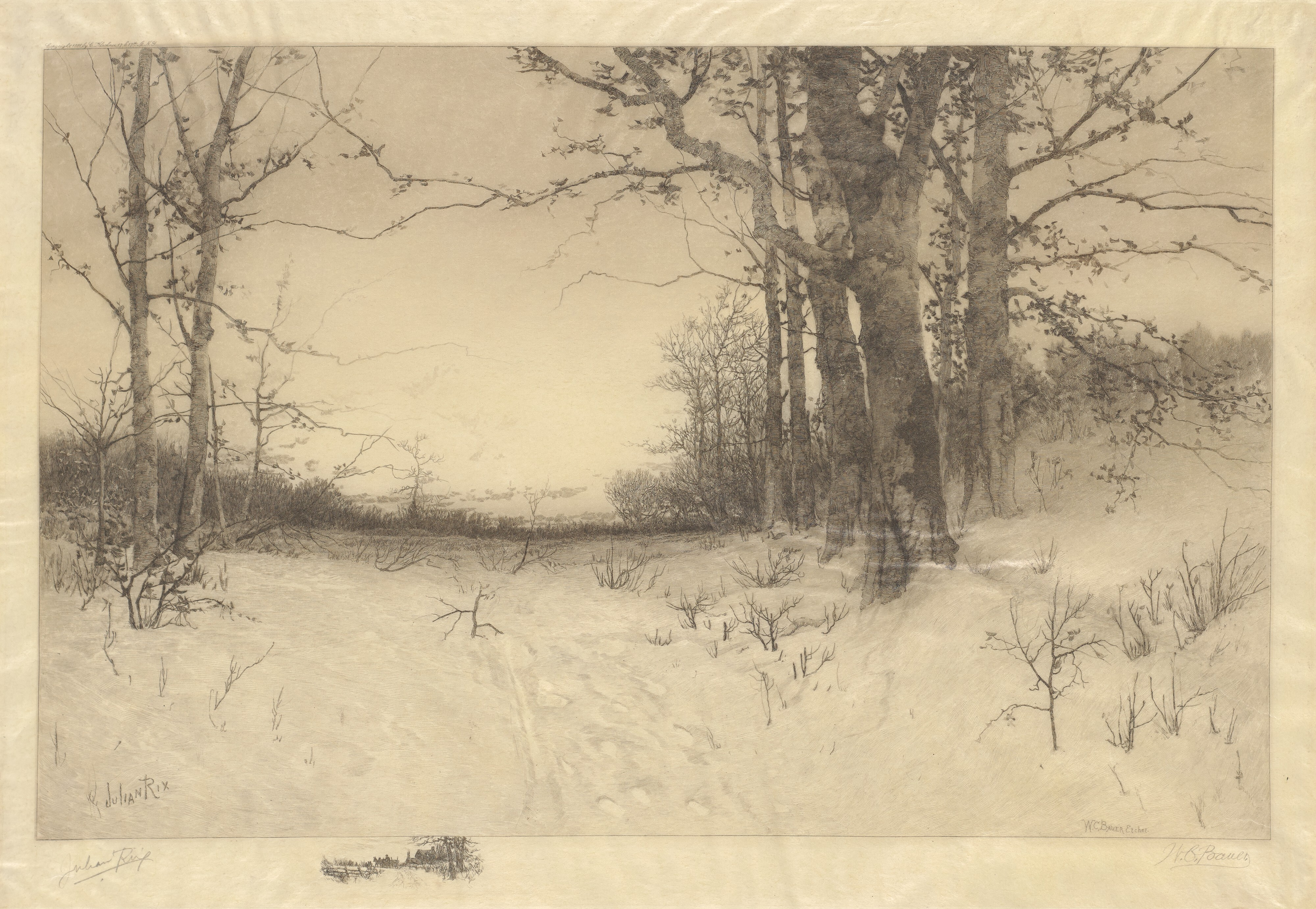
Midwinter
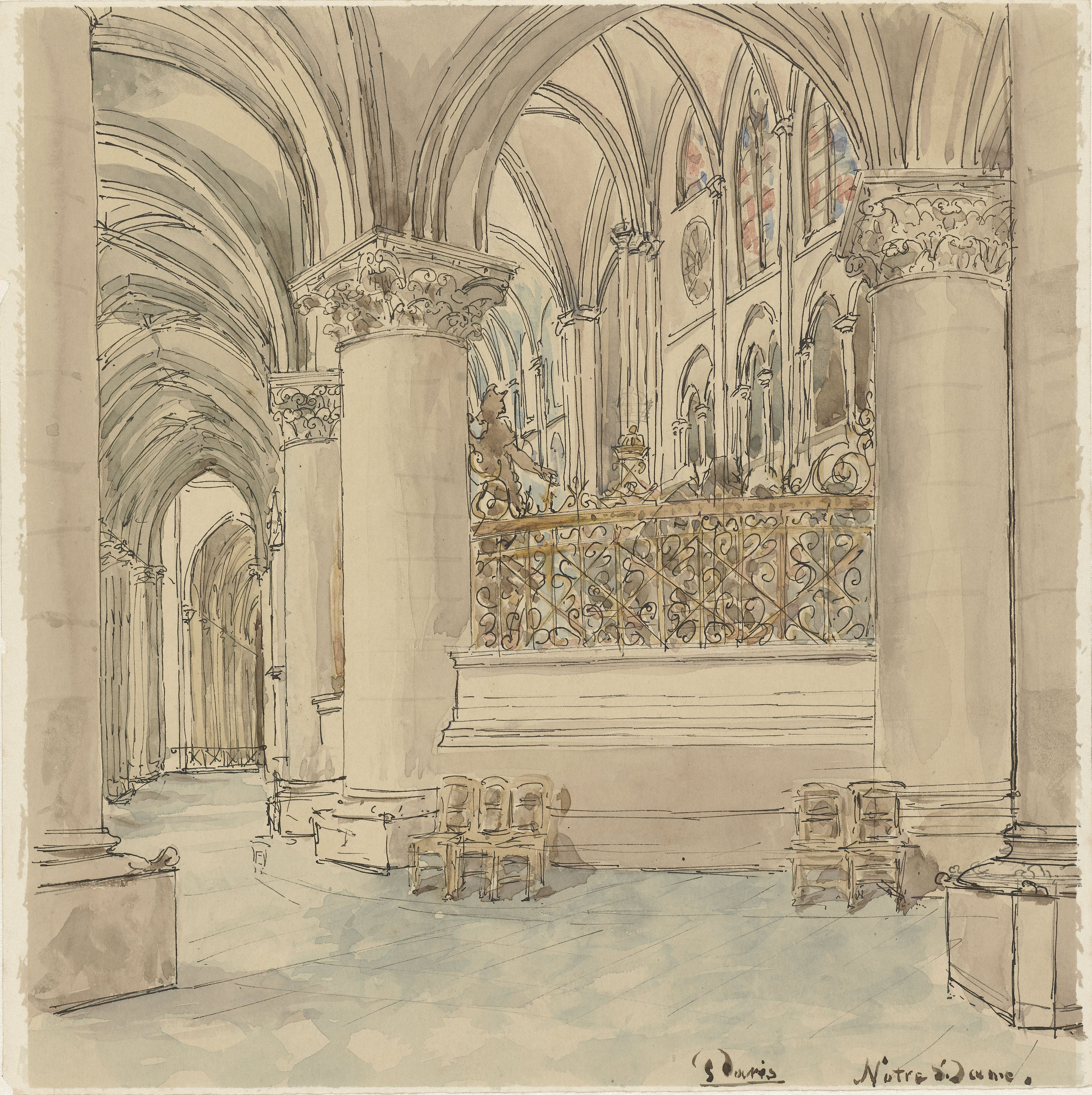
Kerkinterieur
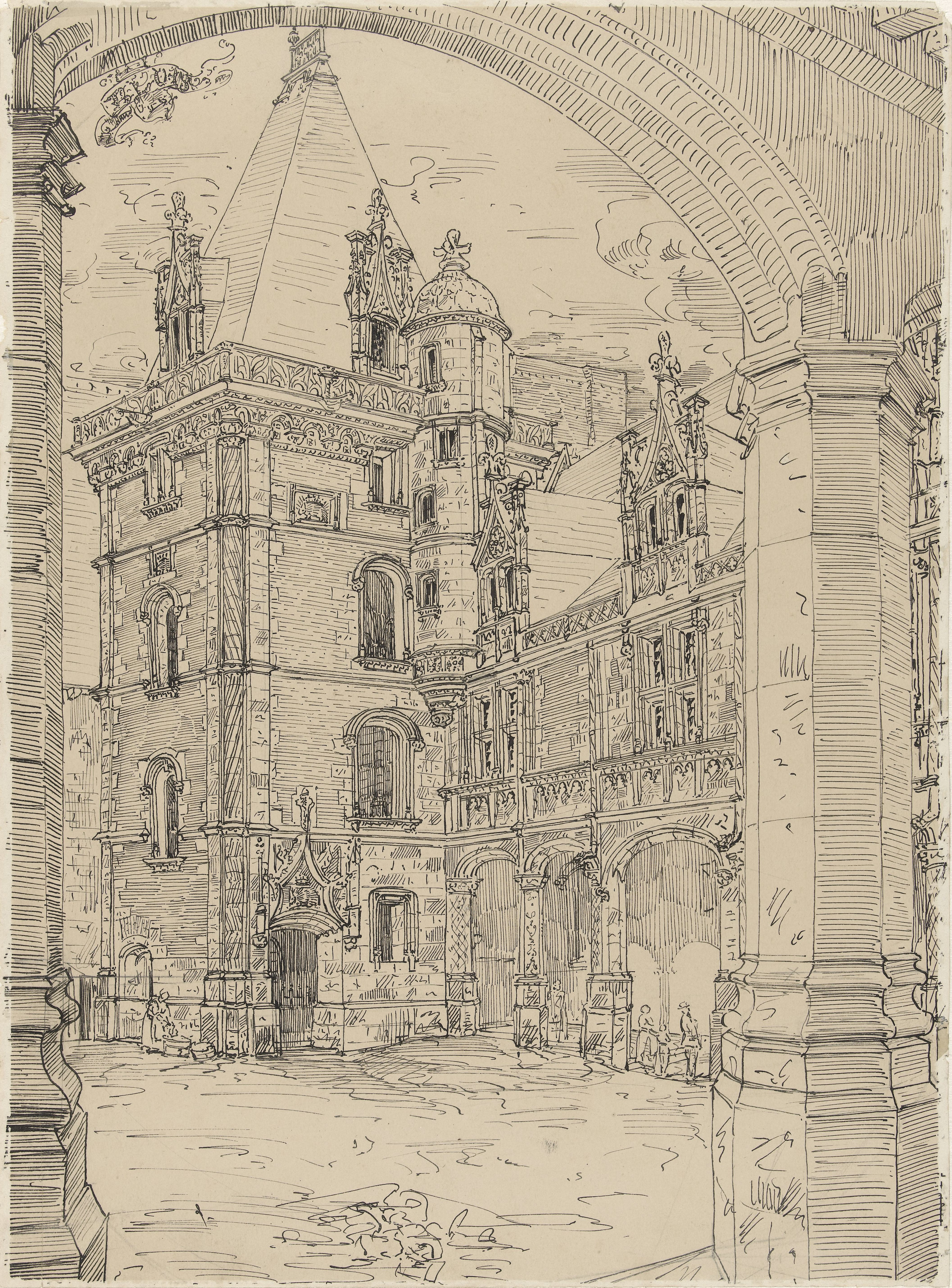
Binnenplaats
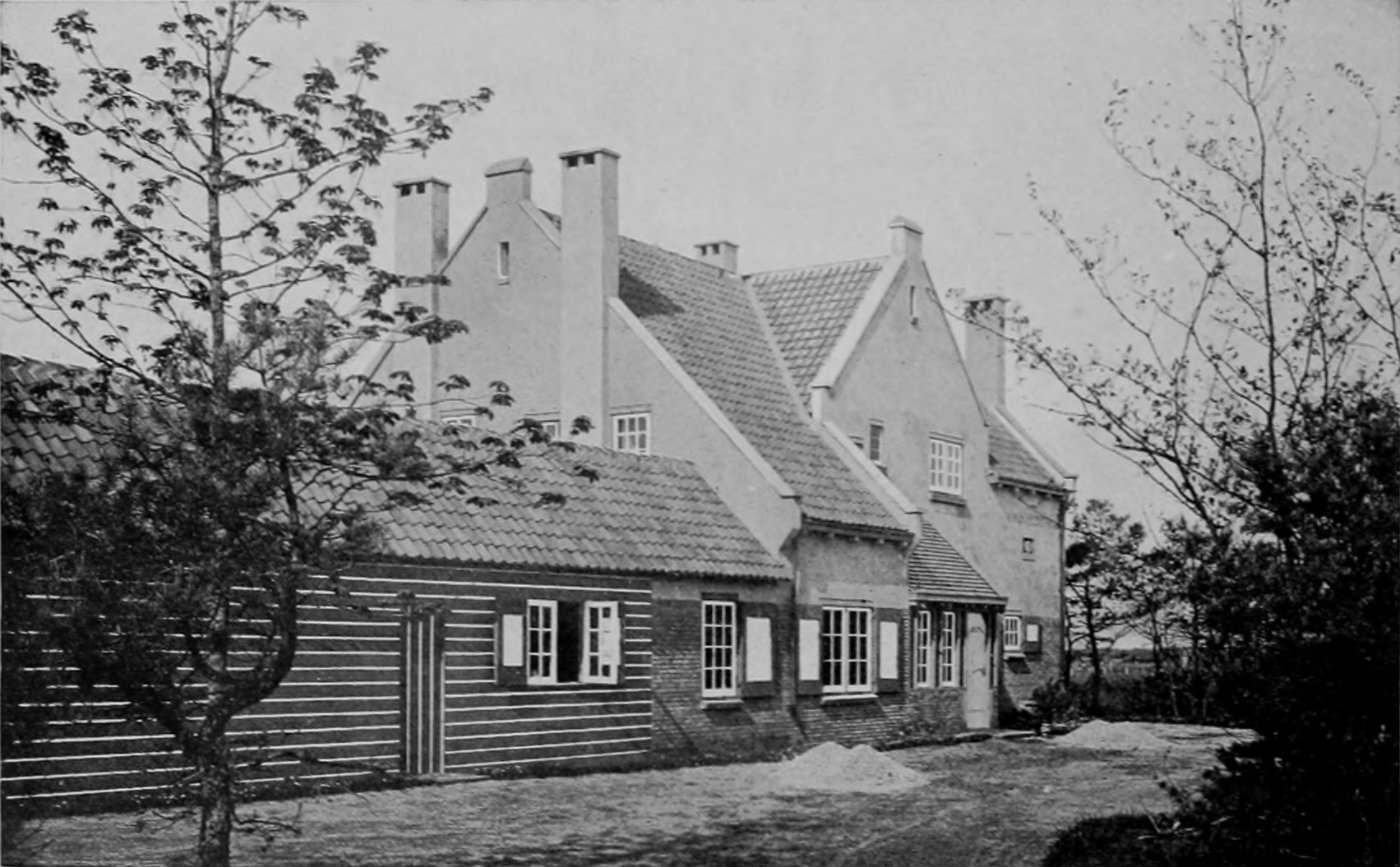
Villa de Lelie, Bussum
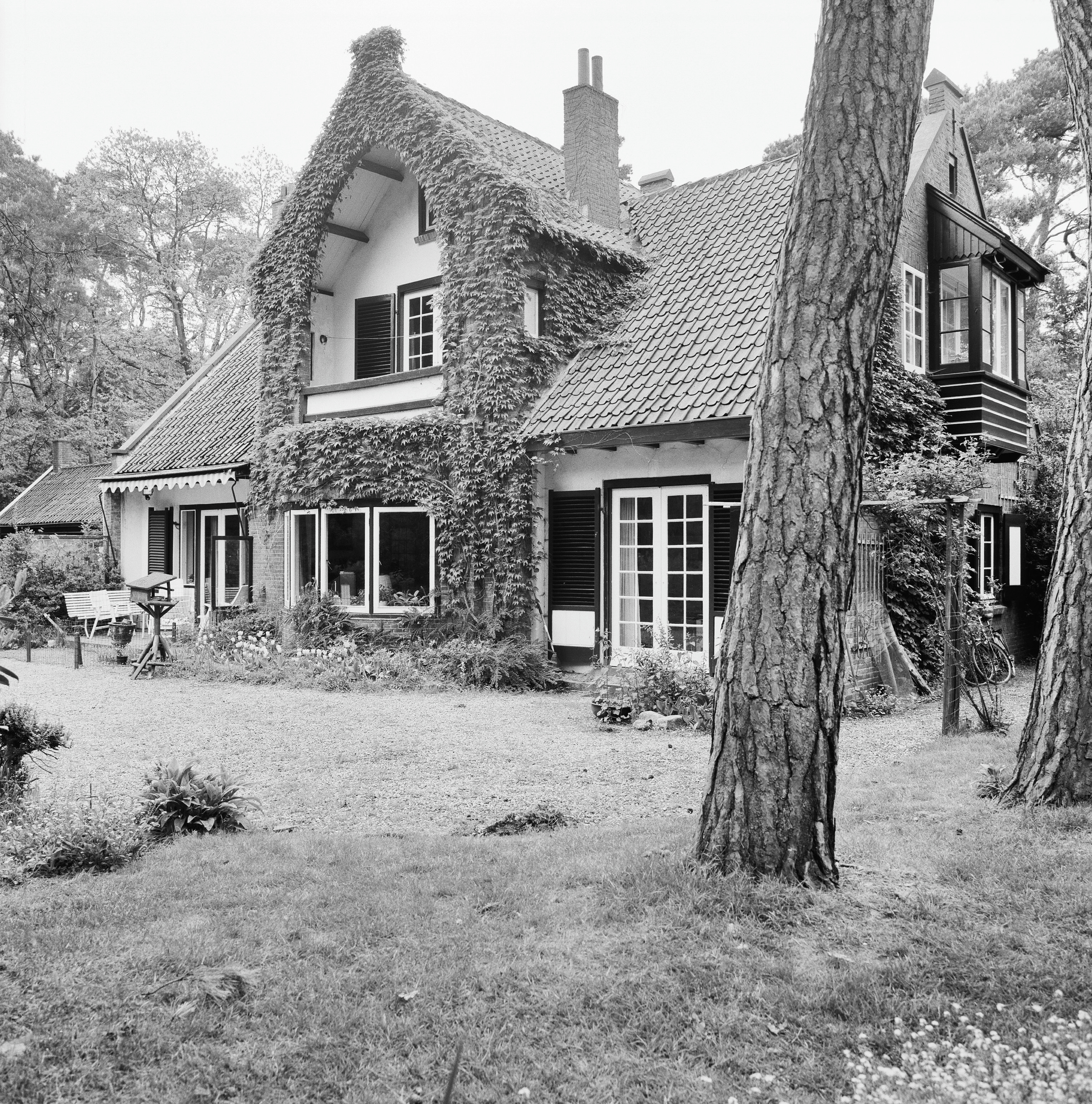
Villa de Maerle, Bussum
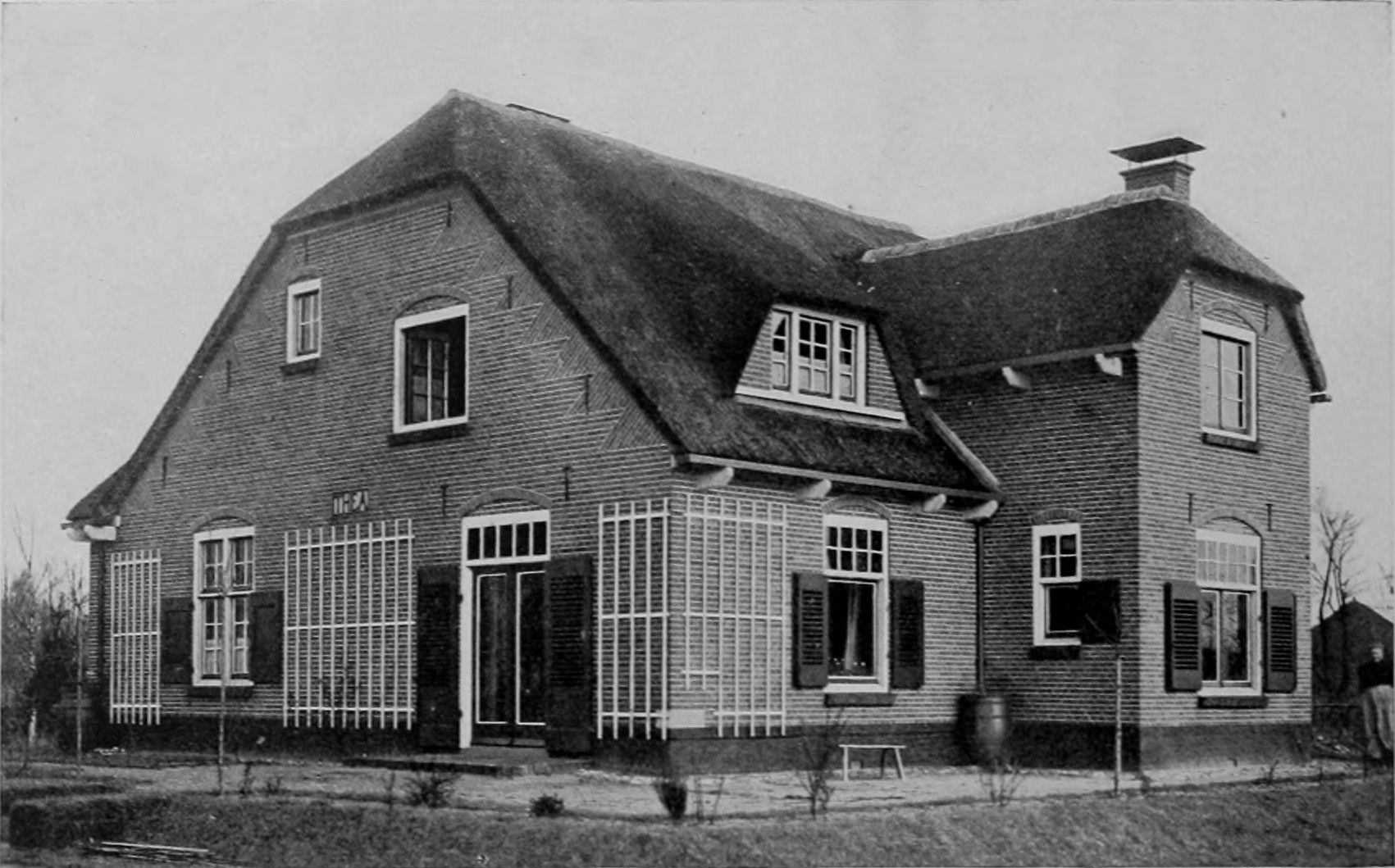
Landhuis Thea, Blaricum
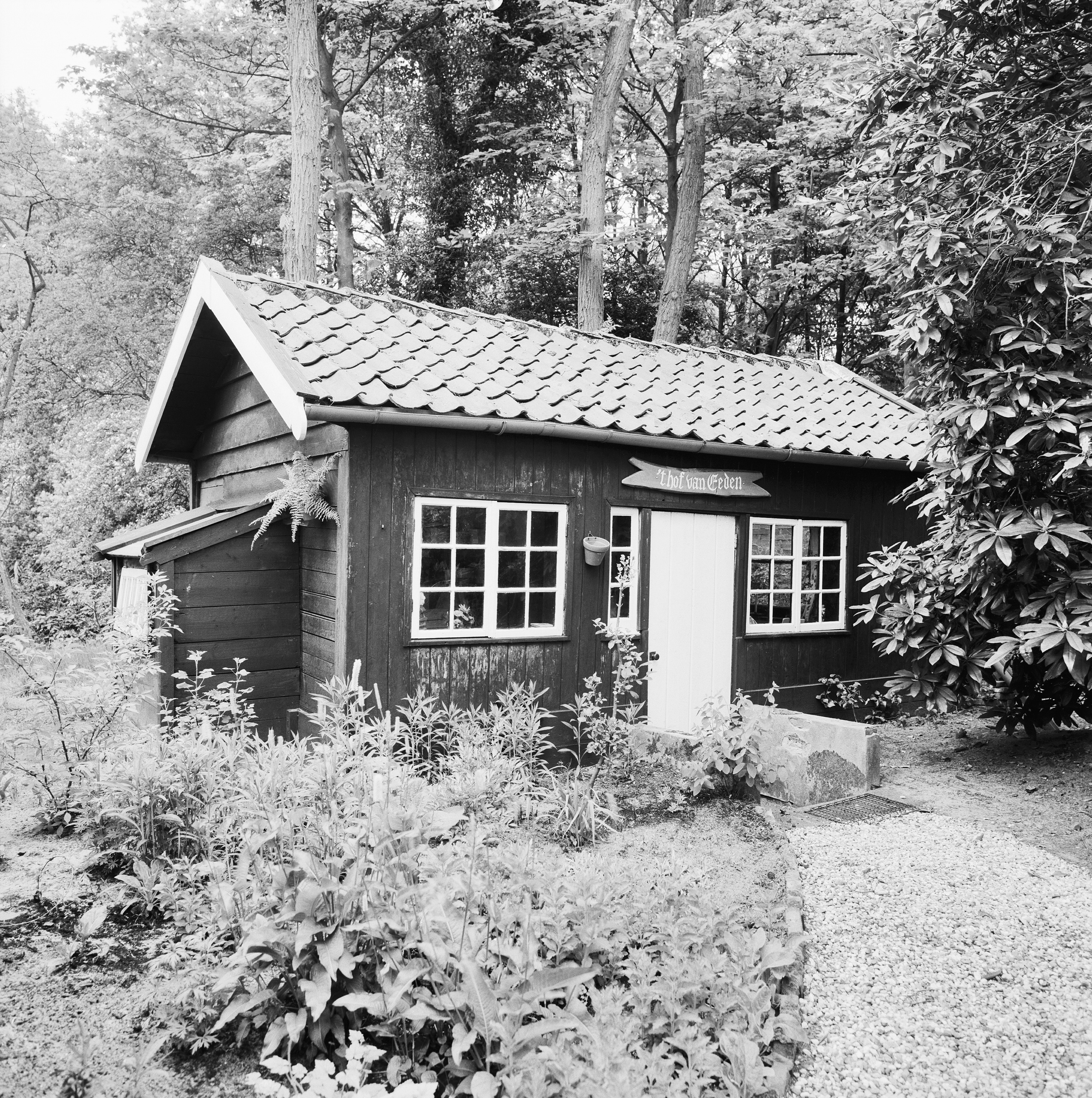
Hut Frederik van Eeden
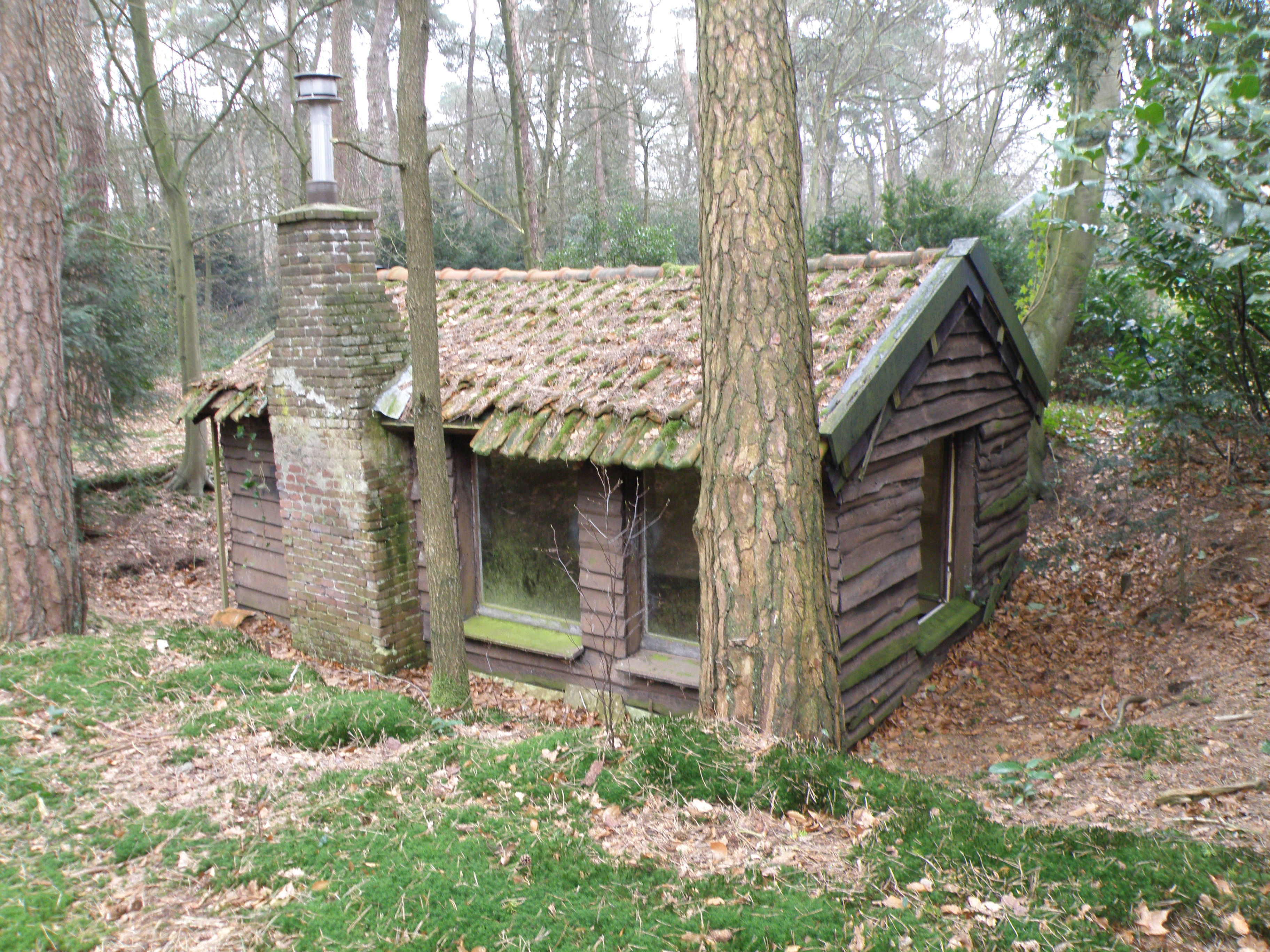
Hut, kolonie Walden
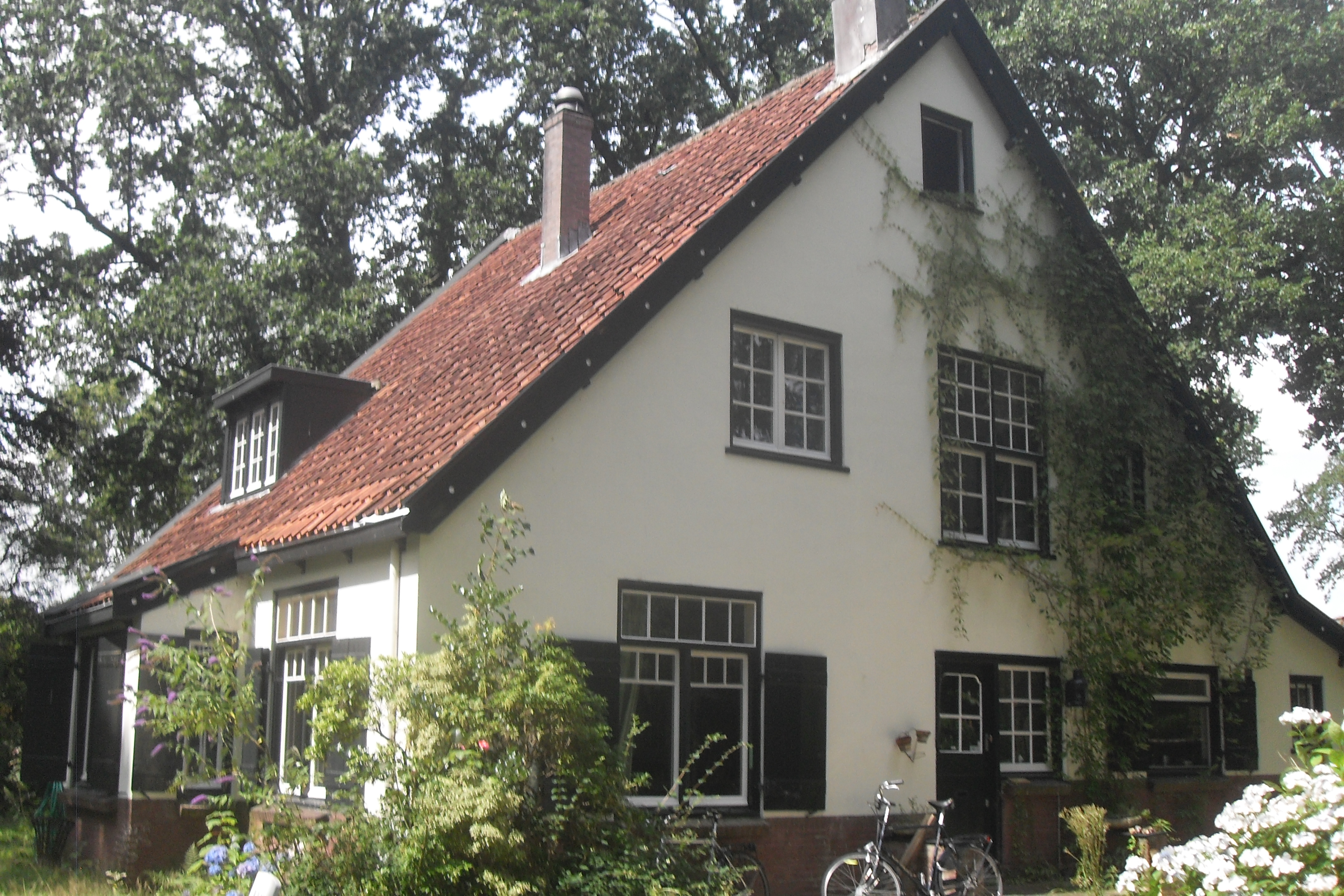
Villa Eikenhof, Bussum
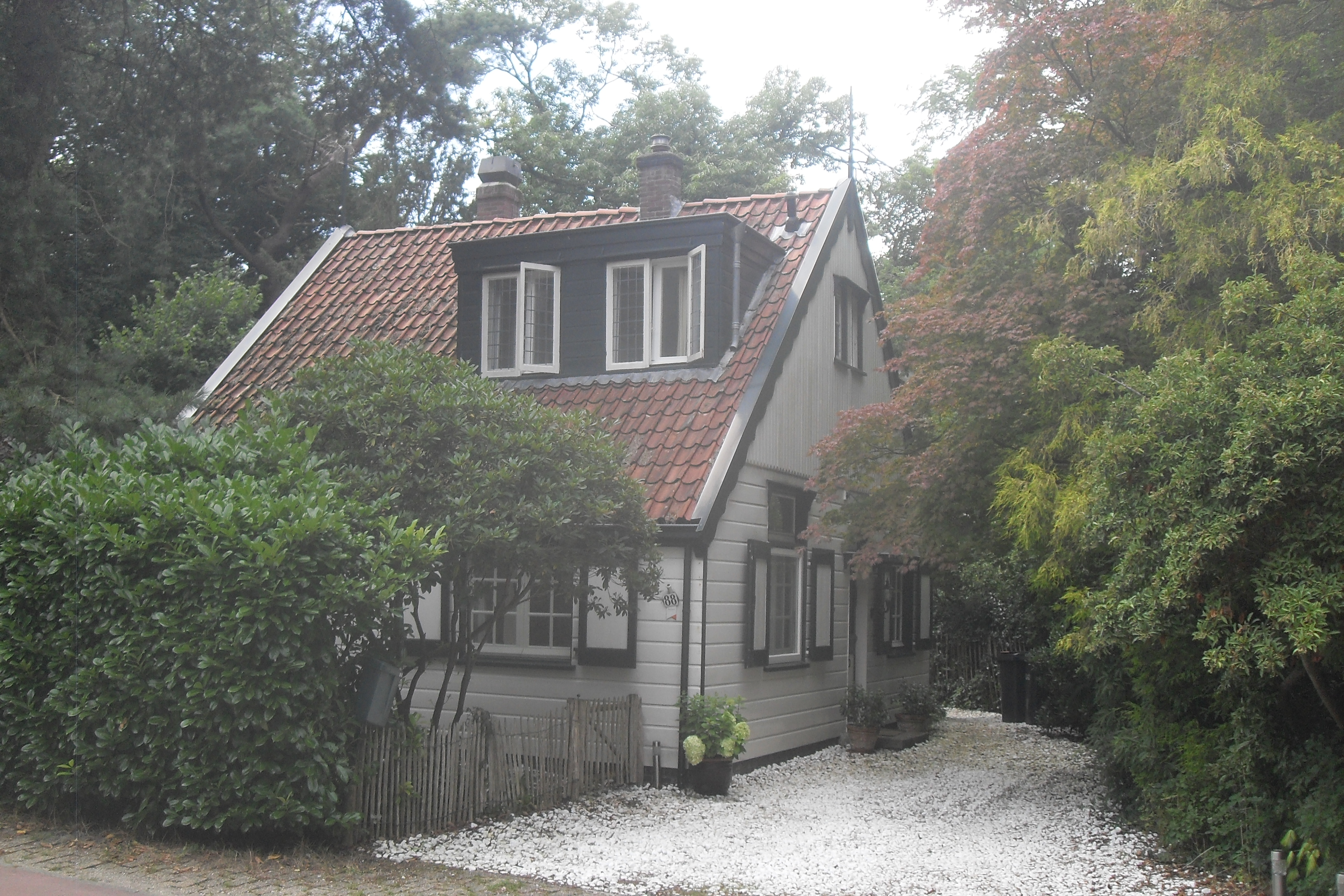
Huis Boschlust, Bussum
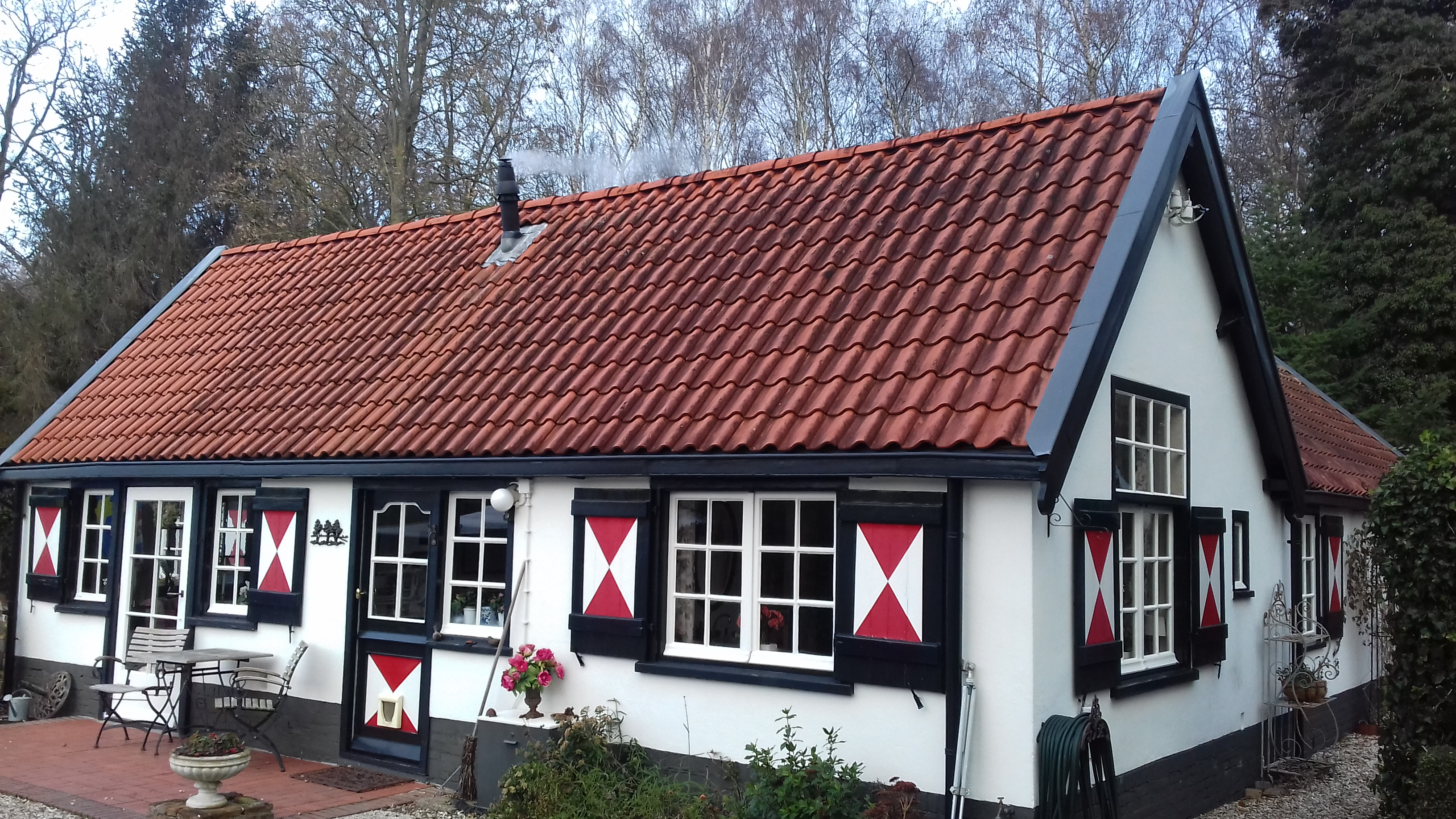
Woning, kolonie Walden
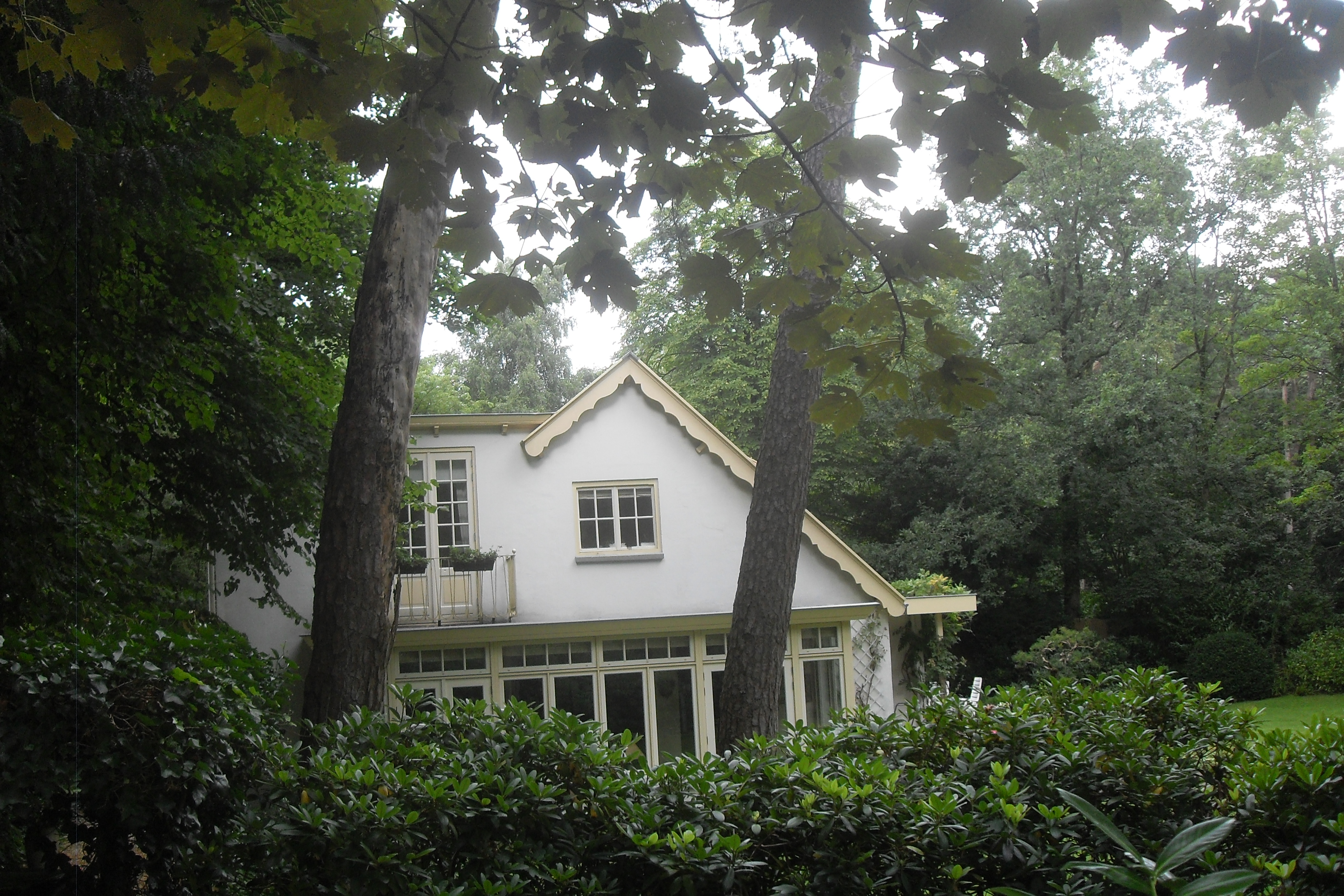
Woning, kolonie Walden

## Niet uitgevoerde ontwerpen
- 1889 - Monumentale zitbank in Park
- 1890 - Concertzaal
- 1891 - Theater
- 1893 - Arbeiders - Congresgebouw
- 1893 - Ontwerp schildersatelier met woning
- 1894 - Volksgebouw

## Wetenswaardigheden
- De Hut ontworpen voor Frederik van Eeden bestaat nog steeds, hoewel hij in een latere fase verplaatst is naar een andere locatie. Hierin schreef de schrijver de roman Van de koele meren des doods.
- Aan het einde van zijn leven sprak Frederik van Eeden nog over zijn mislukte project Walden, over zijn patiënt en naaste vriend Willem Bauer zei hij het volgende: Een echt ´mislukt´ genie met veel welsprekendheid, verheven gedachten, schulden en weinig werkkracht.
- Villa Eikenhof staat sinds 2020 veel in de belangstelling. Moest deze wel of niet behouden blijven? In de gemeenteraad van de Gooise Meren zijn hier vragen over gesteld. De Erfgoedvereniging Bond Heemschut, heeft een aanvraag ingediend bij de gemeente Gooise Meren voor een gemeentelijke monumentstatus voor het pand.[33][34][35] Begin november 2021 heeft de gemeente Gooise Meren de woning als gemeentelijke monument aangemerkt. De woning is verkocht en in 2022 gerestaureerd.
- Op de Algemene begraafplaats Bosdrift is op 24 april 2023, 119 jaar na zijn dood, op initiatief van de Historische Kring Bussum een herdenkingssteen gelegd in de nabijheid van de plek waar Willem Cornelis Bauer begraven ligt, ter nagedachtenis.[36][37]